# Battletoads Arcade
Battletoads Arcade, também conhecido como Super Battletoads ou apenas Battletoads, é um jogo de arcade scrolling beat 'em up de 1994 da série Battletoads desenvolvidos pela Rare e publicado pela Electronic Arts. Até três jogadores, como os Battletoads, lutam contra alienígenas e roedores mutantes em seis níveis para salvar o universo da Dark Queen. O jogo também inclui níveis verticais e níveis bônus. Cada Toad tem sua própria assinatura de ataque e, como de costume na série, os jogadores podem lançar os inimigos em direção à tela, quebrando a quarta parede.
A Rare tomou maiores liberdades com a violência e sangue em Battletoads Arcade, já que o produto não era destinado para consoles domésticos. Foi o primeiro jogo da Rare a usar a tecnologia de gráficos 3D posteriormente implementada em Donkey Kong Country e Killer Instinct. Embora o jogo tenha sido testado bem e parecido financeiramente viável, a publicadora hesitou em lançá-lo. O jogo não teve sucesso nos arcades e a Rare cancelou seus portes de produção, incluindo seu lançamento finalizado e testado para o portátil Game Boy. O fraco desempenho de Battletoads Arcade levou a um hiato da franquia de 26 anos que terminou com o reboot da série em 2020.
Battletoads Arcade recebeu sua estreia em console quando foi emulado no Rare Replay de 2015, uma compilação de jogos da história da Rare para o Xbox One. Revisores de Rare Replay ficaram surpresos com a qualidade do jogo de arcade e alguns o consideraram um destaque do pacote.

## Jogabilidade

Captura de tela de um dos Toads usando seu ataque.

Battletoads Arcade é um jogo de arcade scrolling beat 'em up operado por moedas. Até três jogadores, como os Battletoads (Rash, Pimple e Zitz), socam e chutam os inimigos que se aproximam por seis níveis para salvar seu universo alternativo da Dark Queen. Arcade foi o primeiro jogo de Battletoads a apresentar o modo multijogador cooperativo para três jogadores. Os jogadores controlam seus personagens com joysticks de oito direções e dois botões (ataque e salto). Personagens podem correr se o jogador empurrar o joystick duas vezes na mesma direção. Os Toads variam no estilo de luta: Rash é ágil, Pimple é forte e Zitz é um equilíbrio dos dois. Como de costume na série, os Toads podem derrubar os inimigos para fora da tela de forma que eles pareçam voar em direção aos jogadores, quebrando a quarta parede. Os sapos também podem comer moscas para regenerar a saúde. Cada sapo tem sua própria assinatura de poder e ataque exagerados, em que seus membros se transformam em objetos como machados e brocas. inimigos incluem alienígenas, roedores mutantes e bonecos de neve.
Cada nível tem um tema único, como o "Christmas grotto" e um final de luta contra o chefe. Alguns chefes, como General Slaughter, retornam de jogos anteriores. Alguns níveis diferem na apresentação e no jogo. Alguns níveis são brawlers 2,5D no estilo Double Dragon, enquanto outros são estritamente bidimensionais. Em um nível, os Toads usam jetpacks e descem um túnel, e no nível final, os Toads atiram nos inimigos de um veículo. Os jogadores também podem destruir uma nave espacial em um estágio bônus estilo Street Fighter II. Battletoads Arcade é exibido em gráficos raster de definição padrão na orientação horizontal com som mono ou estéreo em um gabinete de arcade vertical.

## Desenvolvimento
O jogo foi desenvolvido pela Rare, publicado pela Electronic Arts e lançado em 1994 como o quinto jogo da série Battletoads. Os fundadores da Rare Tim e Chris Stamper criaram a série em resposta ao interesse nas Teenage Mutant Ninja Turtles. A série Battletoads — especialmente o Battletoads original de 1991 para o Nintendo Entertainment System (NES) — tornou-se popular por si só e levou a uma série de sequências. Uma vez que esta sequência estava em desenvolvimento para arcades ao invés de consoles, a Rare tomou mais liberdade em sua representação da violência, ao contrário de suas obrigações no resto da série. Enquanto o Battletoads original de NES censurava sangue, Battletoads Arcade mostrava sangue e decapitação (embora isso pudesse ser desligado nos interruptores DIP do jogo). A Dark Queen também foi retratada em um estilo mais sensual. Rare começou a fazer experiências com gráficos 3D nessa época, e foi com o PowerAnimator (mais tarde Autodesk Maya). Battletoads Arcade foi o primeiro jogo da Rare a usar o PowerAnimator, muito antes de ser implementado em Killer Instinct e no Donkey Kong Country.
Apesar de terminado, o jogo permaneceu sem ser lançado "por muito tempo", de acordo com George Andreas da Rare, que trabalhou no jogo. O jogo foi testado e vendeu bem nos testes de mercado, mas seu lançamento não atendeu às expectativas. A Rare tinha terminado e testado um porte de Battletoads Arcade para o portátil Game Boy mas foi cancelado após vendas fracas do jogo de arcade. Um porte para o Super NES também foi planejado e cancelado, provavelmente devido à recepção medíocre do jogo de arcade. Brendan Gunn da Rare havia trabalhado no porte e disse que a equipe havia quase terminado o primeiro nível antes do projeto ser desfeito. Ele percebeu que a decisão pode ter sido associada a vendas medíocres, mas não tinha certeza. Super Battletoads, como o jogo de arcade também era conhecido, era o título planejado para os dois portes.
Battletoads Arcade recebeu seu primeiro lançamento de console quando foi emulado para o Xbox One como parte da compilação Rare Replay de 2015 de 30 jogos dos 30 anos de história da Rare. Na versão da Rare Replay, os recursos adicionais incluem uma configuração para continues ilimitados, a capacidade de "retroceder" no tempo (e repetir uma seção) e a oportunidade de salvar o progresso do jogo a qualquer momento.

## Recepção
Battletoads Arcade "bombou mal" com vendas medíocres. Christopher Michael Baker (AllGame) escreveu que o lançamento de arcade alcançou o sucesso do seu predecessor de console quando a ordem normalmente é invertida. Ele achou os dois jogos semelhantes em estilo de luta com controles simples, mas sentiu que o jogo de arcade tinha gráficos melhores. Ele notou como ambos incluíam o efeito de lançar os inimigos para fora da tela. Baker sentiu que os ataques de assinatura eram interessantes e adicionaram valor de rejogabilidade. No geral, ele ficou um pouco decepcionado com o jogo de arcade, pois esperava algo mais, mas classificou Battletoads Arcade com quatro de cinco estrelas. O AllGame comparou Battletoads Arcade com o Turtles in Time e o The Simpsons Arcade Game.
A Retro Gamer escreveu retrospectivamente que Battletoads Arcade era um jogo "relativamente obscuro", mas o melhor da série. Eles o descreveram como um "inconfundível" Rare: "bombástico, colorido e bem desenhado". A Retro Gamer o equipara aos jogos de arcade da Konami e da Sega e elogia seu humor, combate e personagens. Eles acrescentaram que Arcade era uma canção de cisne para a série, com inúmeras referências a momentos e níveis de jogos anteriores. Por exemplo, o primeiro estágio no topo da nave da Dark Queen era semelhante à abertura de Battletoads/Double Dragon e o nível jetpack era uma reminiscência do nível "Wookie Hole" no Battletoads original. A revista acrescentou que o nível de sangue o diferencia dos títulos anteriores da série e que o jogo teve uma recepção medíocre nos arcades. Eles chamaram o cancelamento para console de "uma tragédia".
Vinte anos após seu lançamento inicial, vários revisores da Rare Replay destacaram Battletoads Arcade na compilação. Chris Carter (Destructoid) escreveu que o jogo era um favorito inesperado em sua crítica da Rare Replay. Philip Kollar (Polygon) também ficou "surpreso" com o jogo, que ele achou incrivelmente divertido. Kollar classificou o jogo próximo ao meio da coleção Rare Replay. Timothy Seppala (Engadget) ficou grato por ser apresentado ao Battletoads Arcade na Rare Replay. Ele considerou o jogo um dos "melhores momentos" da Rare e um dos dois títulos retrô que vale a pena jogar. Sam Machkovech (Ars Technica) descreveu o jogo como um dos mais raros da compilação.

## Legado
A franquia entrou em hiato após o mau desempenho de Battletoads Arcade. Seu próximo lançamento seria 26 anos depois, com o reboot da série de 2020. Em meados dos anos 2000, a Rare começou a planejar uma possível sequência, mas finalmente decidiu que não havia uma direção original para o jogo além de seu passado e não queria repetir o reboot de Teenage Mutant Ninja Turtles. O fracasso do jogo de arcade também levou a Rare a estabelecer baixas expectativas para futuros lançamentos de arcade. Battletoads Arcade mais tarde influenciou o modo de jogo cooperativo em Ratchet & Clank: All 4 One de 2011 e o Kotaku reconheceu Battletoads Arcade entre os beat 'em ups da era 16 bits com os melhores gráficos.